# Hem-Monacu
Pour les articles homonymes, voir Hem.
Hem-Monacu est une commune française située dans le département de la Somme, en région Hauts-de-France.

## Géographie

### Localisation

#### Communes limitrophes
|       | Maurepas   |                 |
| Curlu | Hem-Monacu | Cléry-sur-Somme |
| Frise | Feuillères | Feuillères      |

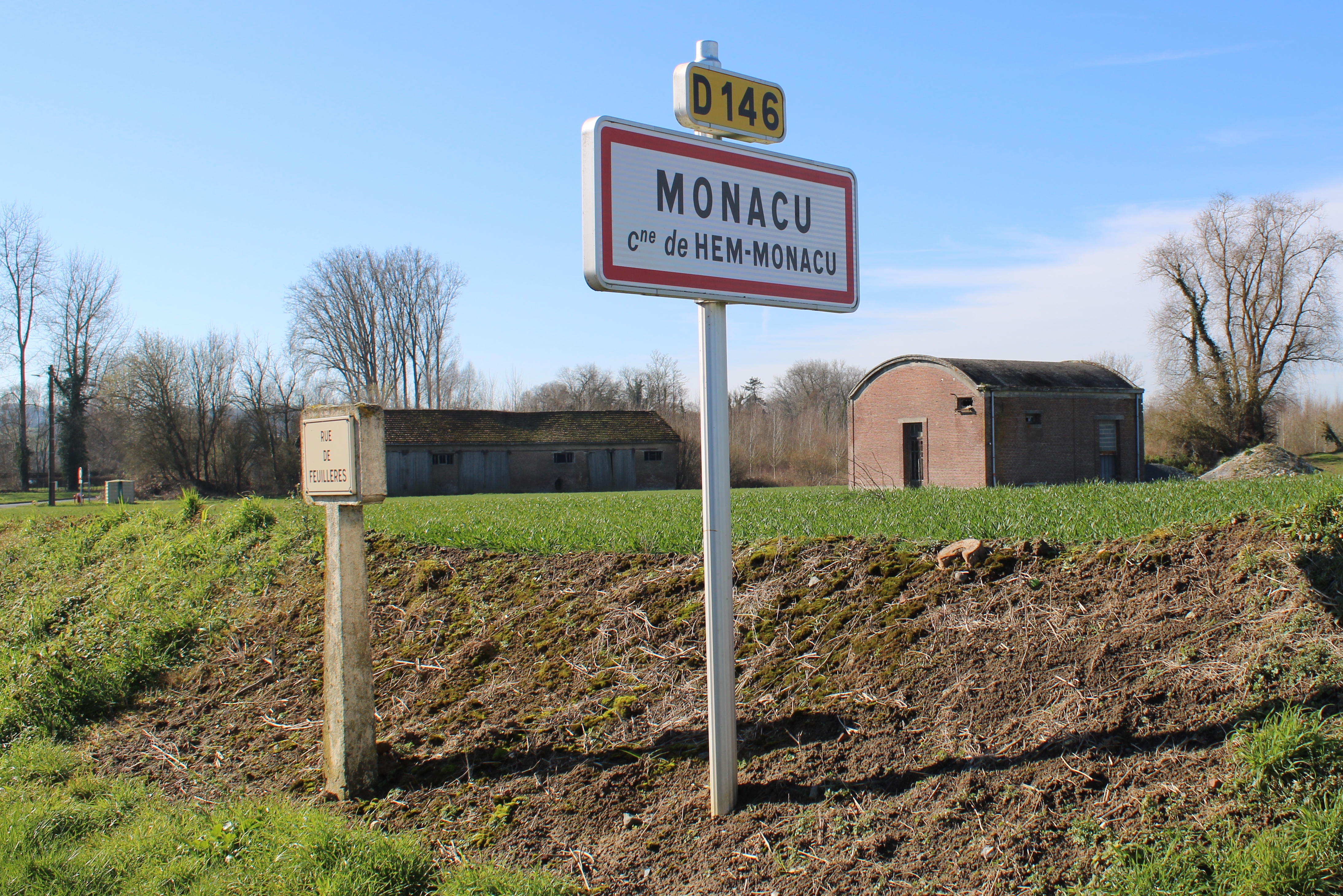
Entrée du hameau de Monacu.
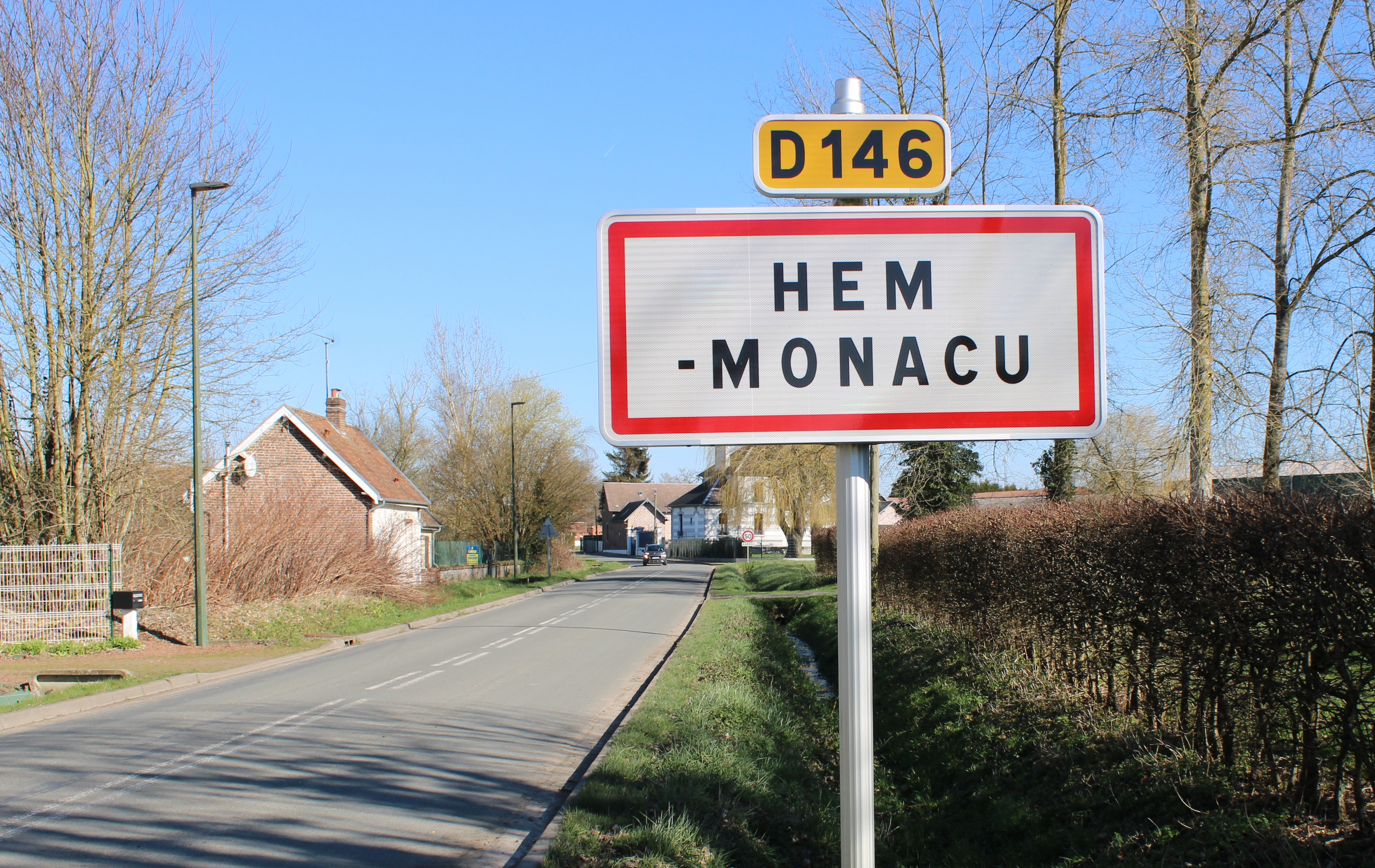
Entrée du village.

### Nature du sol et du sous-sol
Le territoire de la commune fait partie de la couche supérieure de l'étage sénonien. Sous la craie à bélemnites, phosphatée en certains points, le phosphate de chaux est présent dans des poches (sortes de cônes renversés) contenant du sable phosphaté.
La craie à bélemnites et les phosphates sont recouverts d'une argile tertiaire de couleur rougeâtre. Au-dessus se trouvent les limons superficiels supportant eux-mêmes la terre végétale. L'épaisseur du recouvrement va de quelques centimètres à une dizaine de mètres selon les endroits. Par endroits, la terre végétale repose sur la craie à bélemnites et lorsqu'elle a disparu, sur la craie à micraster.

### Relief, paysage, végétation
Au nord, Hem-Monacu est située sur un plateau qui culmine à une cinquantaine de mètres d'altitude. Au sud, la commune est bordée par une vallée.

### Hydrographie

#### Réseau hydrographique
La commune est située dans le bassin Artois-Picardie. Elle est drainée par le fleuve la Somme et un autre petit cours d'eau.
La Somme est un fleuve du Nord de la France, en région Hauts-de-France, qui traverse les deux départements de l'Aisne et de la Somme. Il prend sa source dans la commune de Fonsomme et se jette  dans la Manche par la baie de Somme entre Le Crotoy et Saint-Valery-sur-Somme.

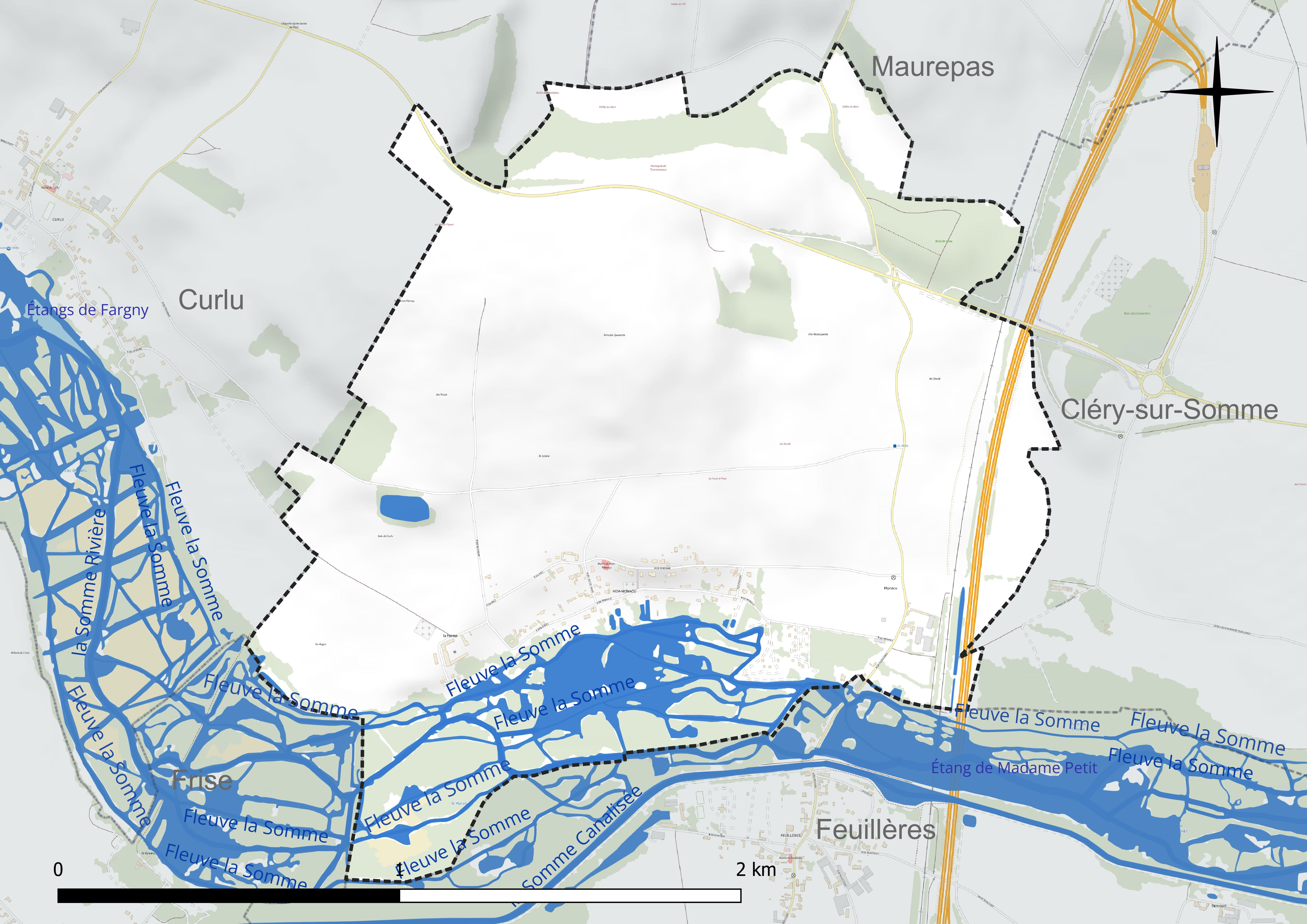
Réseau hydrographique de Hem-Monacu.

#### Gestion et qualité des eaux
Le territoire communal est couvert par le schéma d'aménagement et de gestion des eaux (SAGE) « Haute Somme ». Ce document de planification concerne un territoire de 1 798 km2 de superficie, délimité par le bassin versant de la Haute Somme est constitué d'un réseau hydrographique complexe de cours d'eau, de marais, d'étangs et de canaux. Le périmètre a été arrêté le 21 avril 2006 et le SAGE proprement dit a été approuvé le 15 juin 2017. La structure porteuse de l'élaboration et de la mise en œuvre est le syndicat mixte d'aménagement hydraulique du bassin versant de la Somme (AMEVA).
La qualité des cours d'eau peut être consultée sur un site dédié géré par les agences de l'eau et l'Agence française pour la biodiversité.

### Climat
Pour des articles plus généraux, voir Climat des Hauts-de-France et Climat de la Somme.
En 2010, le climat de la commune est de type climat océanique dégradé des plaines du Centre et du Nord, selon une étude du CNRS s'appuyant sur une série de données couvrant la période 1971-2000. En 2020, Météo-France publie une typologie des climats de la France métropolitaine dans laquelle la commune est exposée à un climat océanique et est dans la région climatique Nord-est du bassin Parisien, caractérisée par un ensoleillement médiocre, une pluviométrie moyenne régulièrement répartie au cours de l'année et un hiver froid (3 °C).
Pour la période 1971-2000, la température annuelle moyenne est de 10,4 °C, avec une amplitude thermique annuelle de 14,4 °C. Le cumul annuel moyen de précipitations est de 722 mm, avec 12,3 jours de précipitations en janvier et 8,8 jours en juillet. Pour la période 1991-2020, la température moyenne annuelle observée sur la station météorologique la plus proche, située sur la commune de Méaulte à 13 km à vol d'oiseau, est de 10,7 °C et le cumul annuel moyen de précipitations est de 730,3 mm,. Pour l'avenir, les paramètres climatiques de la commune estimés pour 2050 selon différents scénarios d'émission de gaz à effet de serre sont consultables sur un site dédié publié par Météo-France en novembre 2022.

## Urbanisme

### Typologie
Au 1er janvier 2024, Hem-Monacu est catégorisée commune rurale à habitat dispersé, selon la nouvelle grille communale de densité à sept niveaux définie par l'Insee en 2022.
Elle est située hors unité urbaine. Par ailleurs la commune fait partie de l'aire d'attraction de Péronne, dont elle est une commune de la couronne,. Cette aire, qui regroupe 52 communes, est catégorisée dans les aires de moins de 50 000 habitants,.

### Occupation des sols
L'occupation des sols de la commune, telle qu'elle ressort de la base de données européenne d'occupation biophysique des sols Corine Land Cover (CLC), est marquée par l'importance des territoires agricoles (71,6 % en 2018), en diminution par rapport à 1990 (75 %). La répartition détaillée en 2018 est la suivante : 
terres arables (71,6 %), forêts (17,4 %), eaux continentales (6,9 %), zones industrielles ou commerciales et réseaux de communication (3,8 %), zones humides intérieures (0,2 %). L'évolution de l'occupation des sols de la commune et de ses infrastructures peut être observée sur les différentes représentations cartographiques du territoire : la carte de Cassini (XVIIIe siècle), la carte d'état-major (1820-1866) et les cartes ou photos aériennes de l'IGN pour la période actuelle (1950 à aujourd'hui).

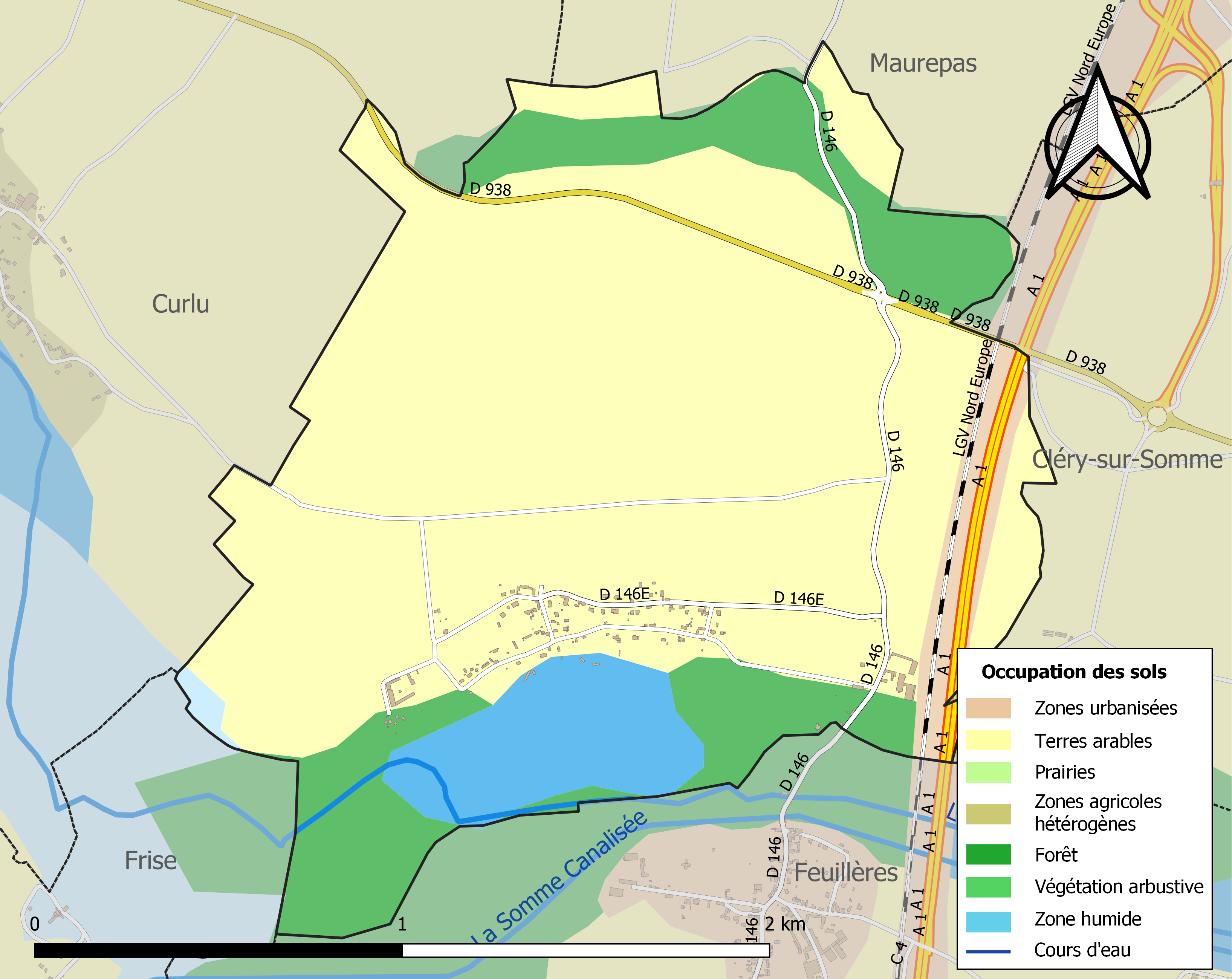
Carte des infrastructures et de l'occupation des sols de la commune en 2018 (CLC).

### Habitat
La commune est organisée autour d'un habitat groupé.

### Voies de communication et transports
La localité est desservie par les autocars du réseau inter-urbain Trans'80, Hauts-de-France (ligne no 54, Lesbœufs - Péronne).

## Toponymie
Le nom de la localité est attesté sous les formes Le Hem en 1214 ; Le Ham en 1269 ; Le Hen — Le Han en 1423 ; Hams en 1579 ; Le Hem et Monacre en 1764 ; Le Hem-Monacu ; Hem-Monacu en 1801.
Hem est une variante caractéristique du Nord de la France de Ham « village » (cf. le Ham), vocable issu du germanique haim et qui a donné le diminutif hamel devenu hameau.
Monacu, attesté sous les formes, Malnacu en 1172 ; Monacu en 1733 ; Monacre en 1764 ; Le Monacu en 1764.

## Histoire

### Moyen Âge
Le lieu-dit la Justice évoque la féodalité.
Hem-Monacu dépendait au Moyen Âge de la châtellenie de Péronne. La paroisse dépendait du chapitre canonial de Saint-Fursy de Péronne qui pourvoyait à la cure.
En 1264, Guillaume de Longueval céda la châtellenie de Péronne au roi de France Louis IX (Saint Louis) se réservant le domaine de Hem contre le versement de 800 livres parisis.
La ferme de Monacu était vraisemblablement une possession monastique.

### Époque moderne
La terre d'Hem-Monacu appartint à la fin de l'Ancien Régime au marquisat de Sailly-en-Arrouaise. Hem-Monacu faisait partie du bailliage et de l'élection de Péronne, rattachés à la généralité d'Amiens.

### Époque contemporaine

#### Guerre de 1870
Pendant la guerre franco-allemande de 1870, l'armée prussienne occupa le village au cours du siège de Péronne.

#### Première Guerre mondiale
Le village d'Hem-Monacu fut totalement détruit au cours de la Première Guerre mondiale. Il fut reconstruit durant l'entre-deux-guerres.

## Politique et administration

### Liste des maires
| Période                                  | Période                   | Identité            | Étiquette | Qualité |
| ---------------------------------------- | ------------------------- | ------------------- | --------- | ------- |
| Les données manquantes sont à compléter. |                           |                     |           |         |
| avant 1988                               | ?                         | Roger Cagniart      |           |         |
| mars 2001                                | mai 2020                  | Yves Carbonnaux     |           |         |
| mai 2020                                 | En cours (au 31 mai 2020) | Bernard Delefortrie |           |         |

## Population et société

### Démographie
En 1899, le hameau de Monacu à 1 200 mètres du chef-lieu, compte 7 habitants.
L'évolution du nombre d'habitants est connue à travers les recensements de la population effectués dans la commune depuis 1793. Pour les communes de moins de 10 000 habitants, une enquête de recensement portant sur toute la population est réalisée tous les cinq ans, les populations de référence des années intermédiaires étant quant à elles estimées par interpolation ou extrapolation. Pour la commune, le premier recensement exhaustif entrant dans le cadre du nouveau dispositif a été réalisé en 2004.

En 2022, la commune comptait 129 habitants, en évolution de +3,2 % par rapport à 2016 (Somme : −1,26 %, France hors Mayotte : +2,11 %).
| 1793 | 1800 | 1806 | 1821 | 1831 | 1836 | 1841 | 1846 | 1851 |
| ---- | ---- | ---- | ---- | ---- | ---- | ---- | ---- | ---- |
| 154  | 117  | 96   | 177  | 191  | 202  | 214  | 256  | 254  |

| 1856 | 1861 | 1866 | 1872 | 1876 | 1881 | 1886 | 1891 | 1896 |
| ---- | ---- | ---- | ---- | ---- | ---- | ---- | ---- | ---- |
| 246  | 224  | 260  | 260  | 256  | 237  | 195  | 183  | 262  |

| 1901 | 1906 | 1911 | 1921 | 1926 | 1931 | 1936 | 1946 | 1954 |
| ---- | ---- | ---- | ---- | ---- | ---- | ---- | ---- | ---- |
| 227  | 212  | 190  | 91   | 94   | 92   | 90   | 77   | 81   |

| 1962 | 1968 | 1975 | 1982 | 1990 | 1999 | 2004 | 2006 | 2009 |
| ---- | ---- | ---- | ---- | ---- | ---- | ---- | ---- | ---- |
| 84   | 85   | 81   | 81   | 96   | 98   | 126  | 135  | 129  |

| 2014 | 2019 | 2022 | - | - | - | - | - | - |
| ---- | ---- | ---- | - | - | - | - | - | - |
| 131  | 134  | 129  | - | - | - | - | - | - |

### Enseignement
La commune a géré une école primaire à classe unique, accolée à la mairie. Les bâtiments ont été reconstruits après les dégâts de la Première Guerre mondiale

## Économie

### Activités économiques et de services
Contrairement à Cléry, commune voisine, aucune source ne se trouve sur le territoire de la localité, pourtant située sur les rives de la Somme.

## Culture locale et patrimoine

### Lieux et monuments
- Église Saint-Hilaire, reconstruite pendant l'entre-deux-guerres.
- Cimetière militaire britannique de la ferme de Hem.
- La commune compte 48 hectares d'étangs de pêche, répartis entre 19 locataires. Un rempoissonnement de plus de 600 kg de carpes a été effectué en décembre 2019[25].

### Galerie

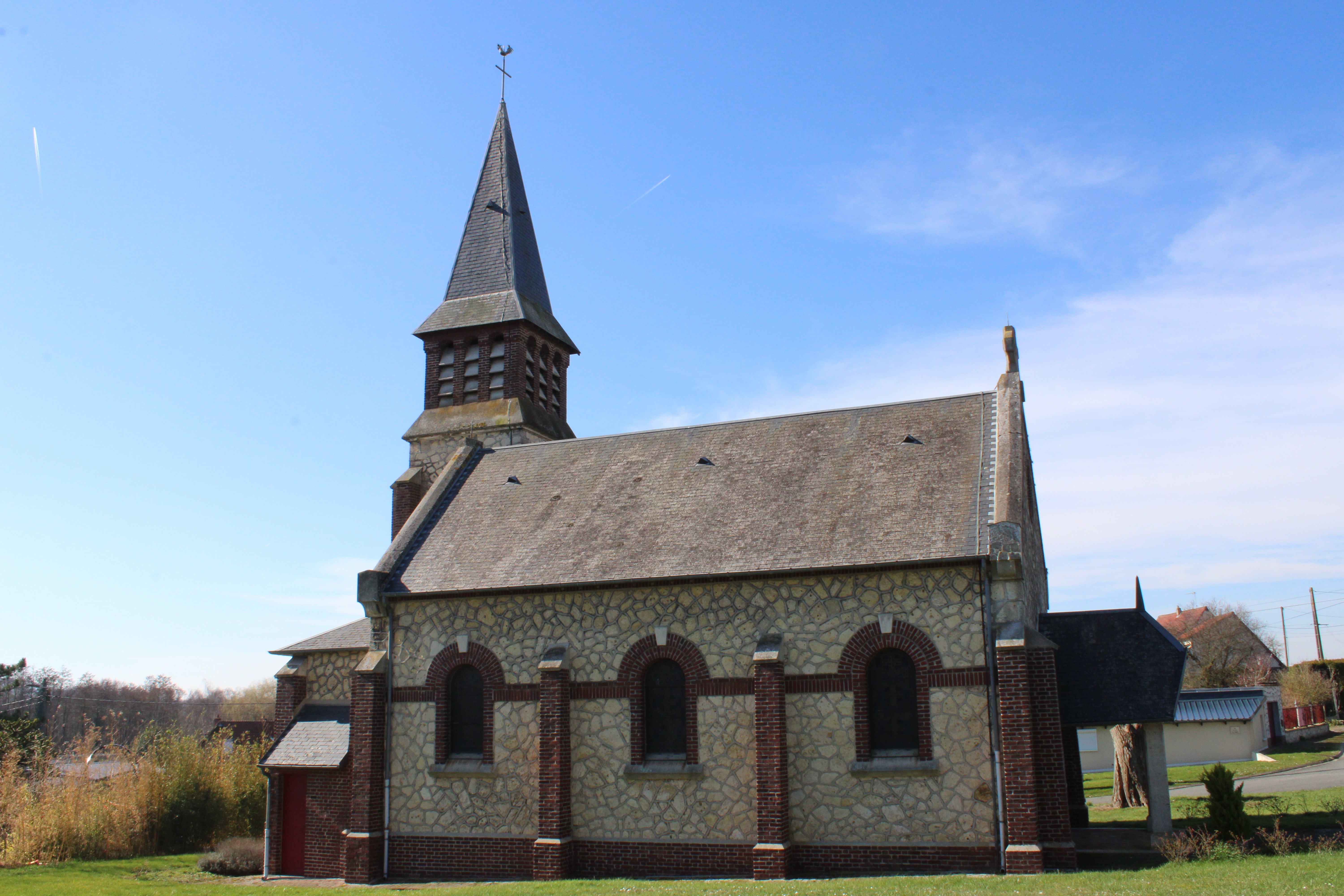
Vue latérale de l'église.
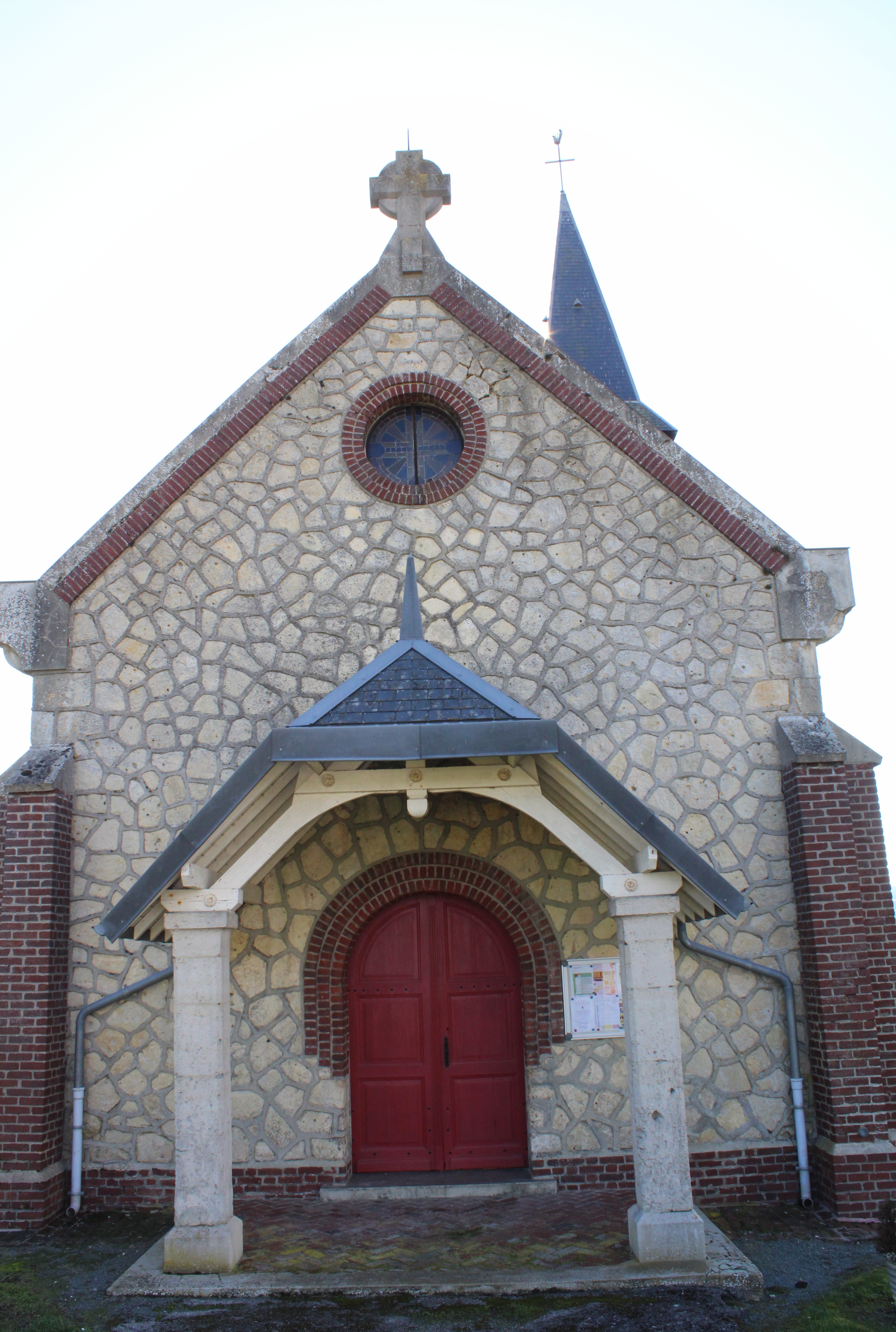
La façade de l'église.
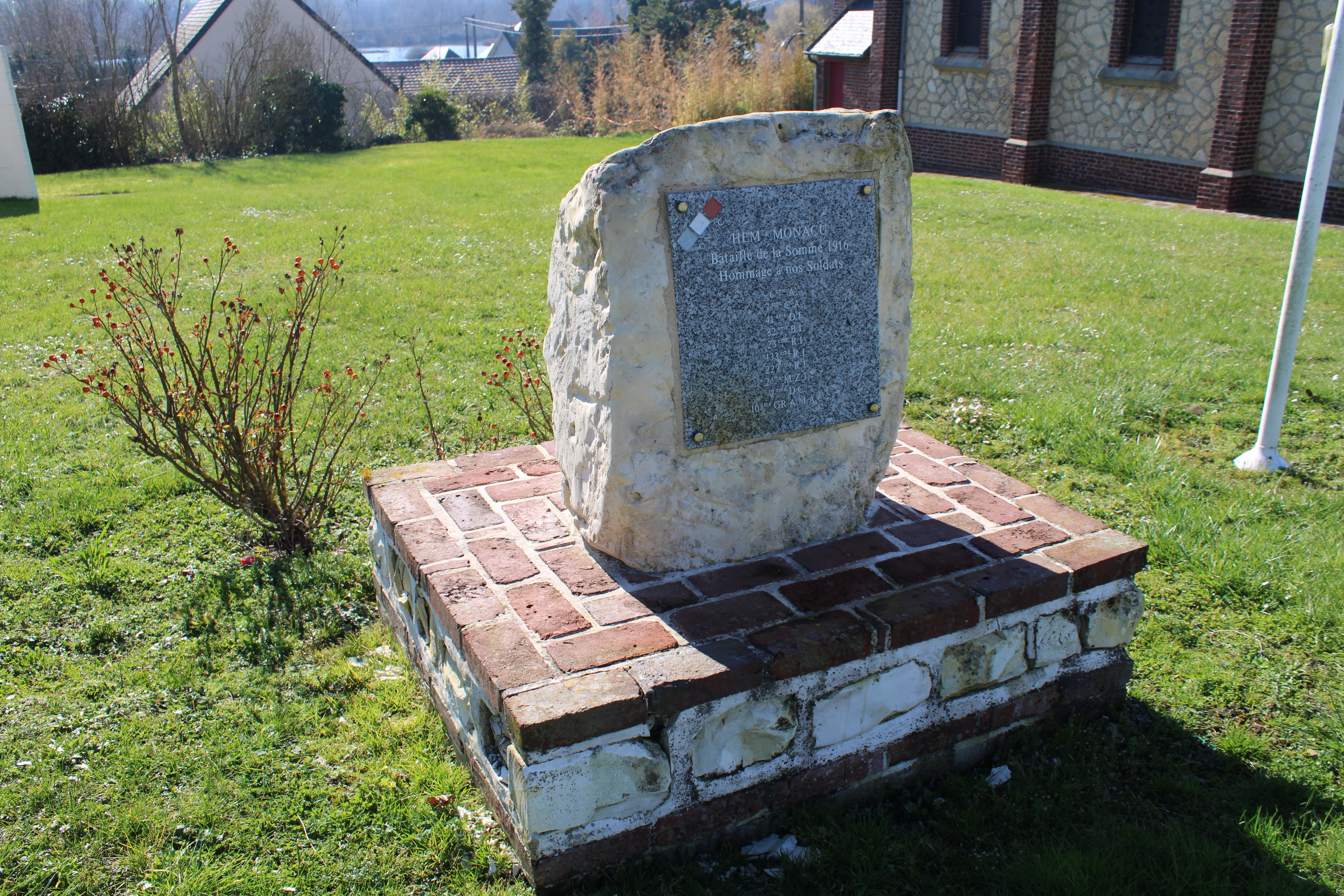
Mémorial  aux victimes de la Bataille de la Somme.
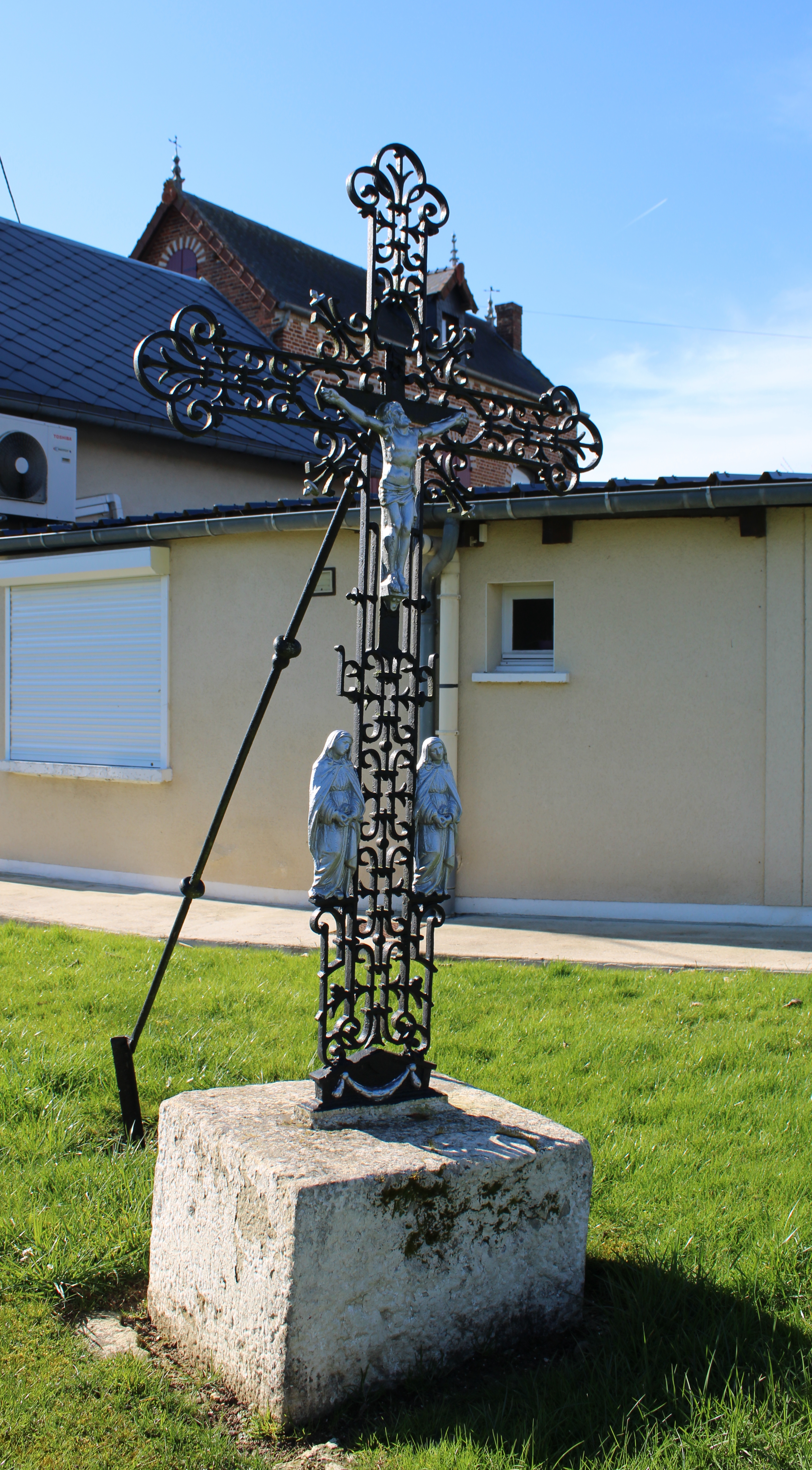
Le calvaire.